# Carlõ
Pour les articles homonymes, voir Carlo.
Carlõ est le pseudonyme d'un illustrateur, probablement français, dont le véritable nom est inconnu. 
Il aurait peut-être travaillé comme caricaturiste à la revue l'Humour sous le pseudonyme de Charléno (Charles Hénaut ?). Carlo a illustré de nombreux récits sadomasochistes publiés dans les années 1930 à la Librairie Artistique (et Éditions Parisiennes réunies) ainsi qu'à la Librairie Générale. Plusieurs des ouvrages illustrés par Carlo ont été réédités dans les années 1970 par les éditions Dominique Leroy.

## Livres illustrés en français
Aux éditions Dominique Leroy
- Bagne de femmes, Alan Mac Clyde, Paris, 1981
- Brûlants plaisirs, Désiré Van Rowel, Paris, 1981
- Caprices sexuels, L.N. Dangtal, Paris, 1979
- Cinglantes épreuves, Désiré Van Rowell, Paris, 1982
- Despotisme féminin, Alan Mac Clyde, Paris, 1980
- Dolly, esclave, Alan Mac Clyde, Paris, 1982
- Dolorès amazone, Alan Mac Clyde, Paris, 1980
- Esclavage, Édith Kindler, Paris, 1979
- La Guinguette aux orties, René-Michel Desergy, Paris, 1991
- La Madone du cuir verni, Alan Mac Clyde, Paris, 1989
- La Reine cravache, Édith Kindler, Paris, 1987
- Le Château des cuisants souvenirs, Désiré Van Rowel, Paris, 1989
- Le Cuir triomphant, Alan Mac Clyde, Paris, 1980
- Le Dominateur ou l’école des vierges, Aimé Van Rod, Paris, 1979
- Les Deux Camille, Allan Kardy, Paris, 1979
- L’Inquisiteur moderne, Juana Lapaz, Paris, 1979
- Servitude, Alan Mac Clyde, Paris, 1981
- Sévérités perverses, Juana Lapaz, Paris, 1979